# سفيتلانا جانوشكينا

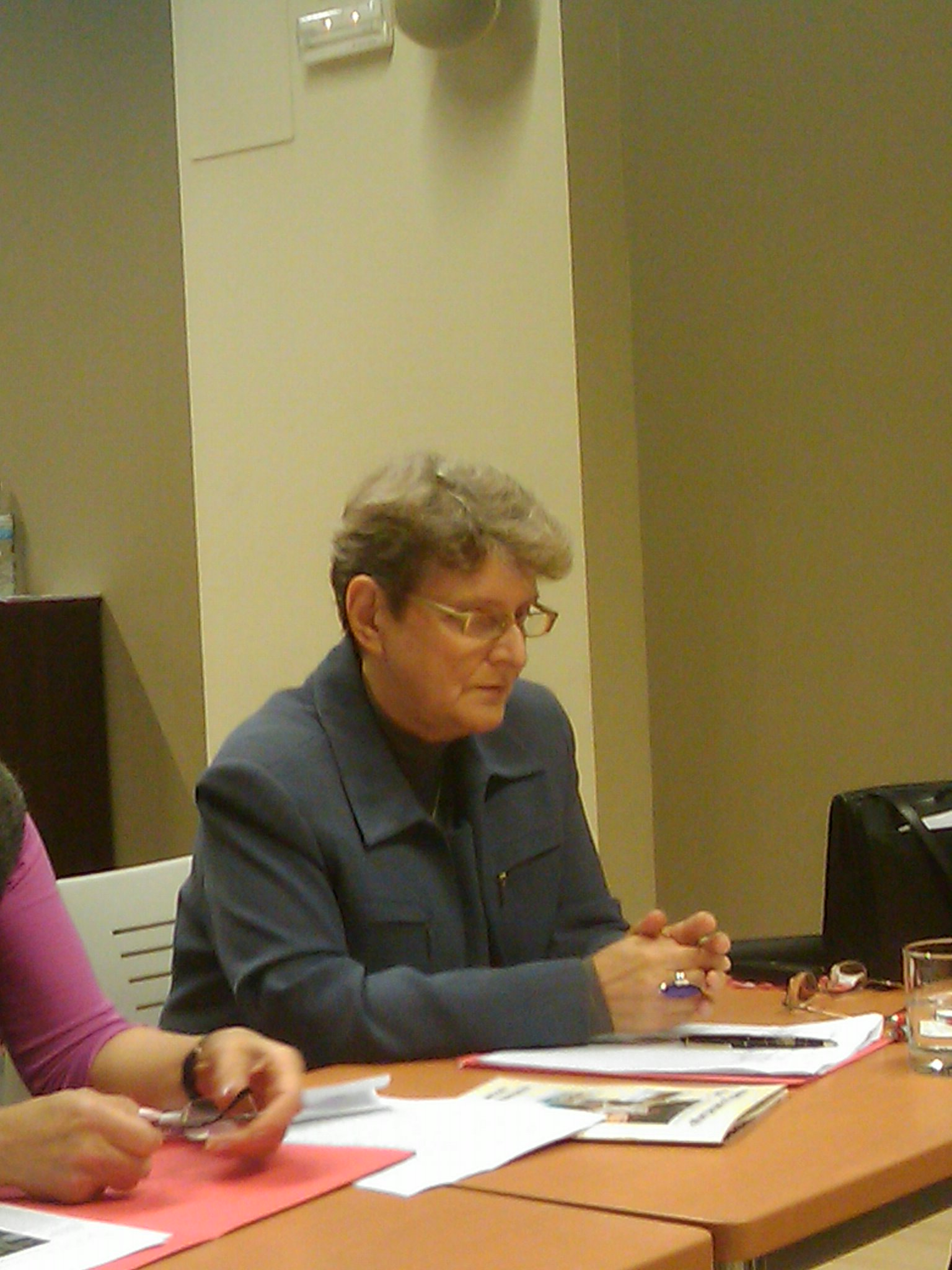
سفيتلانا جانوشكينا في عام 2009

سفيتلانا ألكسيفنا غانوشكينا (بالروسية: Светла́на Алексе́евна нан) (من مواليد 6 مارس 1942) هي عالمة رياضيات وناشطة في مجال حقوق الإنسان في روسيا، ورد أنها كانت منافسة جادة لجائزة نوبل للسلام لعام 2010.
أصبحت نوشكينا معروفة في روسيا كمدافعة عن حقوق الإنسان في التسعينيات عندما اندلعت العديد من النزاعات في دول الاتحاد السوفيتي السابق. عملها في مجال حقوق الإنسان مكرس بشكل خاص لمساعدة اللاجئين والمشردين داخليا وضحايا الحرب.

## النشأة والتعليم
ولدت جانوشكينا في موسكو في 6 مارس 1942. وتخرجت من كلية الميكانيكا والرياضيات بجامعة موسكو الحكومية.

## تاريخها المهني
عملت غانوشكينا لسنوات عديدة كأستاذ للرياضيات في الجامعة الحكومية الروسية للعلوم الإنسانية. في عام 1990، ساعدت في تأسيس لجنة المساعدة المدنية (Komitet Grazhdanskoe Sodeistvie)، وهي منظمة غير حكومية تناضل من أجل حقوق الإنسان، لا سيما فيما يتعلق بالمهاجرين واللاجئين في المجتمع الروسي. منذ عام 2015، تم تصنيف المنظمة على أنها «عميل أجنبي» من قبل الحكومة الروسية.
كانت غانوشكينا عضوًا في المجلس الرئاسي للمجتمع المدني وحقوق الإنسان حتى عام 2011. وهي أيضًا عضو في مجلس ميموريال، وهو مجتمع مكرس لإحياء ذكرى ضحايا القمع السوفيتي.
جانوشكينا عضو في اللجنة السياسية الفيدرالية في يابلوكو.

## الجوائز
- 1997 جائزة مؤسسات المجتمع المفتوح للعمل الرائد في روسيا.[6]

- 2006 جائزة Homo Homini لنشاط حقوق الإنسان من قبل المجموعة التشيكية People in Need.[10]

- جائزة الحق في العيش لعام 2016، التي يشار إليها غالبًا باسم «جائزة نوبل البديلة»، في ستوكهولم، السويد، «لالتزامها المستمر منذ عقود بتعزيز حقوق الإنسان والعدالة للاجئين والمهاجرين قسرًا، والتسامح بين المجموعات العرقية المختلفة».[11]